# خلنگ آلپی
خلنگ آلپی (نام علمی: Arctostaphylos alpina) نام یک گونه از تیره خلنگیان است. خلنگ آلپی یک گونه علفی با ۱۵ سانتی‌متر طول می‌باشد.
این گونه در اسکاتلند، شرق اسکاندیناوی، روسیه، آلاسکا، شمال کانادا و گرینلند زندگی می‌کند.